# GX (fusée)
Pour les articles homonymes, voir GX.
Le lanceur GX est un projet de fusée de la Galaxy Express Corporation, une coentreprise entre IHI, l'Agence d'exploration aérospatiale japonaise (JAXA), Lockheed Martin (LM) et de plusieurs autres sociétés japonaises étudié dans les années 2000 avant d'être abandonné.

## Caractéristiques prévues
Il utilise un étage de la fusée Atlas III, fournis par United Launch Alliance (ULA), et un étage supérieur construit par IHI. L'étage supérieur est alimenté par du gaz naturel liquéfié (méthane liquide) avec l'oxygène liquide comme comburant, ce qui en aurait fait le seul véhicule spatial à utiliser cette combinaison d'ergols.

## Historique
La fusée est destinée aux lancements de satellites commerciaux. Le projet a commencé sur l'amélioration de la fusée JI, qui fut ne lancée qu'une seule fois. Pendant un temps, le projet a été appelé JI-Mise à niveau, avant d'adopter définitivement le nom actuel en janvier 2003.
L'agence spatiale japonaise a indiqué que le deuxième étage a été testé lors d'essais en octobre 2007.  
À la fin de décembre 2007, le journal Yomiuri Shinbun a indiqué que la fusée GX a été soumise à un examen approfondi, en raison principalement de coûts supplémentaires élevés. Il a également affirmé à tort que ULA partenaire de Lockheed Martin a cessé la production de la première phase du moteur, ce qui suppose une refonte, probablement coûteuse, pour passer à un autre moteur. L'article indique que la somme de 15 milliards de yens (~ 150 millions d'euros valeur 2012) que la JAXA avait demandée pour le projet GX a finalement été réduite à 5,6 milliards de yens au cours de l'exercice budgétaire 2008.
Elle devait être lancée à partir du centre spatial de Tanegashima, au sud de Kyūshū, au Japon. Le lancement initial était prévu pour 2011.
En décembre 2009, le gouvernement japonais annule le projet GX, le développement de son système de propulsion étant poursuivi pour d'autres projets.
En janvier 2010, IHI annonce la dissolution de Galaxy Express, ce qui fut fait en avril 2010. La dissolution a entraîné une perte ponctuelle de 11,3 milliards de yens.